# 円妙寺 (桑名市)
円妙寺（えんみょうじ）は、三重県桑名市にある日蓮宗の寺院である。定綱系久松松平家第2代当主で伊勢桑名藩主の松平定良の菩提寺として建立され、定良霊廟と一族縁者の墓が存在する。定良霊廟、養仙院の墓は桑名市指定文化財に指定されている。旧本山は身延山久遠寺、勇師法縁。

## 歴史
明暦2年（1656年）、当時の伊勢桑名藩主である松平定良が病に臥せった折、実母である曜安院は、自らが信仰する日蓮宗の僧侶で、かつて尾張（現・名古屋市）大光寺住職であった日隆に病気平癒の祈祷を依頼した。日隆は桑名城下の顕本寺に逗留して祈祷したが、定良は同年7月18日に京都で客死する。定良が病の加治祈祷で日蓮宗を信仰したこともあり、これまでの桑名藩久松松平家歴代藩主の菩提寺である浄土宗照源寺ではなく、新たに日蓮宗寺院を定良の菩提寺として建立することになった。そこで、かつて真言宗霊応寺があった跡地（現・三重県立桑名高等学校の道を挟んで北側）に、顕本寺の塔頭寺院を元にして、定良の法号より光徳山円妙寺と号する一寺を建立、日隆がその開山となった。また、塔頭寺院として、定良の殉死者である三名の院号をそのまま号した一安院、法性院、蓮心院も建立され、それぞれの菩提も弔われた。境内は約9,000坪にも及ぶ大寺院であった。
定良には嗣子がなかったので、本家である伊予松山藩の久松松平家から、松平定重が養嗣子として迎えられ次代藩主となった。定重は、実母である養仙院が天和3年（1684年）に亡くなると、江戸高輪に高林山養仙寺と号する一寺を建立して菩提を弔ったが、その頃江戸幕府は新しい寺院の建立を禁じたため、そのまま存続させることができなくなった。そこで、養仙院が日蓮宗を信仰していたこともあり、領国桑名で同じ日蓮宗の菩提寺である当寺の境内へ移転させ、養仙院の法号から養珠庵と仙妙庵と号する二つの塔頭寺院として形を変え、各庵5人扶持の寺領200石で存続させた。また、養仙院の墓は松山にあったが、定重により当寺境内にも建立された。
宝永7年閏8月15日（1710年10月7日）、桑名藩主である久松松平家は越後高田藩へ国替えが行われたが、当寺は移ることなく当地で存続していた。しかし、宝暦年間（1751年 - 1764年）に火災に遭い境内が全焼したので、当時の旧桑名藩主・久松松平家の領国である陸奥白河藩へ、当寺と塔頭の一安院、法性院、蓮心院は移転した。ただし、養珠庵と仙妙庵と墓地はそのまま当地に残った。
文政6年（1823年）、白河藩の久松松平家は旧領国である桑名へ再び国替えとなり、当寺も塔頭三院と共に桑名に戻されることになった。当寺が元あった場所は焼けたままで建物も無かったが、ちょうどその時、近隣に在った大福田寺が移転するということになったので、その大福田寺跡（現・大福田寺所在地）に入った。この時に養珠庵と仙妙庵は廃庵となったが、それまでどこで存続していたのかはっきりとわかっていない。一説では、養仙院墓の近くにあって、廃庵となっても天保10年（1839年）頃には建物くらいは残っていただろうと考えられている。
弘化4年12月（1848年）、当寺と大福田寺の場所の入れ替わりがあった。当寺はそれまで大福田寺が在った、日当たりも眺望も優れたすぐ東側の丘の上に移転し、大福田寺は元々在った場所に戻る形となり、それぞれ現在に至っている。この入れ替わりの理由は不明であるが、一説によれば、大福田寺側に問題があり懲罰的な意味合いで、それまでの条件の良い土地を追われ、元の谷間の窪地に戻されたのではないかとしている。ただし、墓地の移転は行われず、大福田寺の墓地は丘陵上（現・円妙寺の南側）に残り、当寺の墓地も現本堂から少し離れた創建時の場所から移転されることなく現在に至る。
昭和20年（1945年）、太平洋戦争の空襲を受け、ほとんどの境内の建物や寺宝が焼失する中、嘉永年間に建てられた山門だけは被害を免れた。現本堂は昭和47年（1972年）に再建されたものである。

## 境内
- 本堂 - 昭和20年（1945年）、太平洋戦争の空襲で焼失した[5]。昭和47年（1972年）に再建される[8]。
- 山門 - 嘉永年間（1848年 - 1855年）に、久根添源十郎を棟梁として建てられる[4]。昭和20年（1945年）の戦災に遭わず現在に至る[5]。
- 松平定良墓 - 定綱系久松松平家2代で桑名藩主。明暦3年7月18日（1657年8月27日）没。墓石正面に「明暦三丁酉年　妙法塔光徳院殿朝散大夫円妙日法大居士　七月十八日」、右側面に「南無多宝如来」、左側面に「南無釈迦牟尼仏」とある[9]。
- 堀田五郎左衛門一可墓 - 桑名藩士[10]。明暦3年7月18日（1657年8月27日）没。墓石には「支撤　一安院宗全霊　明暦三丁酉年七月十八日　堀田五郎左衛門一可」とある[11]。
- 多賀主馬介道次墓 - 桑名藩士[10]。明暦3年7月18日（1657年8月27日）没。墓石には「脂帝　法性院華月霊　明暦三丁酉年七月十八日　多賀主馬介道次」とある[12]。
- 長瀬四郎左衛門政直墓 - 桑名藩士[10]。明暦3年7月18日（1657年8月27日）没。墓石には「奉柱　蓮心院玉性霊　明暦三丁酉年七月十八日　長瀬四郎左衛門政直とある[13]。
- 松平定弘墓 - 松平定重十男[14]。元禄15年8月21日（1702年9月12日）没。墓石には「元禄十五壬午天　清涼院殿秋岳日静大居士　八月二十一日」とある[13]。
- 松平政七墓 - 松平定重八男[14]。貞享2年7月21日（1685年8月20日）没。墓石には「貞享二乙丑年　真利卓順日元大童子　七月二十一日」とある[15]。
- 松平定重御局墓 - 万治3年10月20日（1660年11月22日）没。墓石には「万治三年庚子　妙法蓮華経順正院妙悦霊儀　十月二十日」とある[15]。
- 養仙院墓 - 松平定重母[5]。天和3年11月16日（1684年1月2日）没。墓石正面に「南無多宝如来　南無妙法蓮華経　南無釈迦牟尼仏　天和三癸亥年　養仙院殿了栄妙護日立尊儀　十一月十六日」、左側面に「南無妙法蓮華経　南無浄行菩薩　南無安立行菩薩」、右側面に「南無妙法蓮華経　南無元辺行菩薩　南無上行菩薩」、裏面に「南無妙法蓮華経　一切衆生利益無窮」とある。荒廃しており灯籠も倒壊したままである。灯籠には「延宝三乙卯年五月良辰　松平越中守源定重」とある[16]。
- 服部源右衛門正辰墓 - 寛文3年2月5日（1663年3月14日）没。墓石には「寛文三癸卯暦　妙法塔　円雄院殿源立日善居士　二月五日　服部源右衛門尉正辰」とある[13]。
- 服部正辰娘墓 - 延宝2年6月5日（1674年7月8日）没。墓石には「延宝二甲寅暦　妙法　法荘院殿妙厳日達□霊　六月上浣五日」とある[13]。
- 青木翠樹重威墓 - 儒学者、藩武術師範[17]。安政6年6月17日（1859年7月16日）没。墓石には「翠樹青木先生墓」とあり、墓碑銘がある[18]。
- 青木鳳毛重隆墓 - 学頭[17]。安政6年8月20日（1859年9月16日）没。墓石には「鳳毛青木君之墓」とあり、墓碑銘がある[19]。
- 岩埼些斎舎従墓 - 儒者[20]。天保10年8月14日（1690年9月16日）没。墓石には「岩埼鉄之丞之墓」とあり、墓碑銘がある。法号は象雪軒釈夢[21]。
- 片山恒斎成器墓 - 儒官[22]。嘉永2年5月30日（1849年7月19日）没。墓石には「故教授片山先生之墓」とあり、墓碑銘がある[23]。

## 文化財

### 桑名市指定史跡

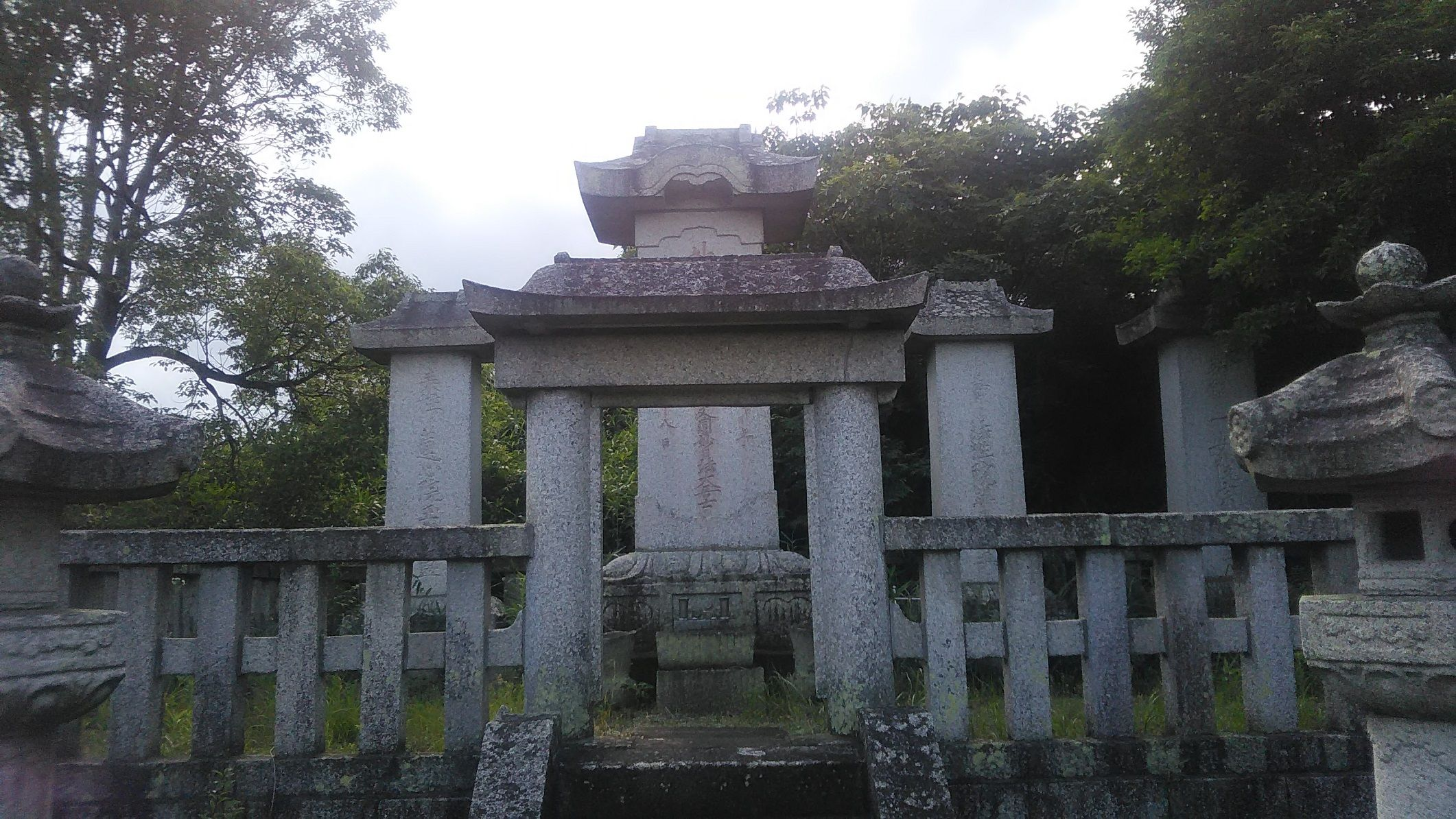
松平定良公霊廟

- 松平定良公霊廟附養仙院殿墓 - 昭和41年（1966年）11月22日指定。当寺墓地の北隅に在り東の方角を向いている。石廟造り、中央に位置する高さ4mの墓が松平定良墓、その後方は三名の殉死者の墓で、右から堀田一可、多賀道次、長瀬政直である。付近には藩主一族の墓もいくつか点在している。養仙院殿墓は定良霊廟より東側の少し斜面を下りた所に独立して建っている[3]。

### 他
- 赤栴檀釈尊立像附厨子[5][注 1]
- 迦羅坐像釈尊[5][注 1]
- 黄金清正公像附厨子[5][注 1]
- 祖師真筆[5][注 1]
- 光徳院書簡[5][注 1]
- 楽翁公筆御定書[5][注 1]
- 定邦公和歌[5][注 1]
- 松平定綱書状[8]
- 松平定良和歌[8]
- 日朝上人曼荼羅[8]